# Philippe d'Harcourt (évêque de Bayeux)
Pour les articles homonymes, voir Philippe d'Harcourt.
Philippe d'Harcourt (Philippus) est un évêque de Bayeux du début du XIIe siècle et un chancelier d'Angleterre.

## Famille
Né au château d'Harcourt, Philippe est probablement le fils de Robert Ier d'Harcourt et de Colette d'Argouges, et petit-fils d'Anquetil d'Harcourt, seigneur d'Harcourt.

## Biographie
Doyen de la collégiale de Beaumont-le-Roger de 1131 à 1133, il est ensuite doyen de Lincoln à partir de 1133. Archidiacre d'Évreux, il devient en 1139 chancelier d'Angleterre par la décision du roi Étienne d'Angleterre, position qu'il occupe probablement jusqu'en mars 1140. Philippe est un partisan de Galéran IV de Meulan. Le roi le nomme à l'évêché de Salisbury avec le conseil de Galéran de Meulan en mars 1140, mais l'élection est annulée en 1141 avec l'opposition marquée par Henri de Blois, évêque de Winchester, légat papal et frère du roi Étienne d'Angleterre,. Il en appelle au pape qui refuse de revenir sur cette décision.
Il est élu en 1142 évêque de Bayeux, succédant à Richard de Gloucester. Il se rend en 1144 à Rome en compagnie de Gilbert, abbé d'Ardenne, pour obtenir une bulle papale confirmant les biens de l'abbaye, la cathédrale et le chapitre. Il fonde à son retour vers 1146 l'abbaye du Val-Richer.
Il assiste le 20 décembre 1154 au couronnement du roi Henri II d'Angleterre par Thibaut du Bec, archevêque de Cantorbéry.
Après l'incendie de la cathédrale en 1159, il entreprend dès 1160 sa réparation.
Il favorise au cours de son épiscopat les abbayes du Val-Richer, d'Ardenne et du Plessis-Grimoult.
Souhaitant se retirer à l'abbaye du Bec, il y fait don de sa bibliothèque de 140 manuscrits. Mais il meurt avant de pouvoir s'y retirer le 7 février 1163,. Il est inhumé au pied de la tour nord, près de la chapelle Saint-Gilles, dans un tombeau de marbre gris.

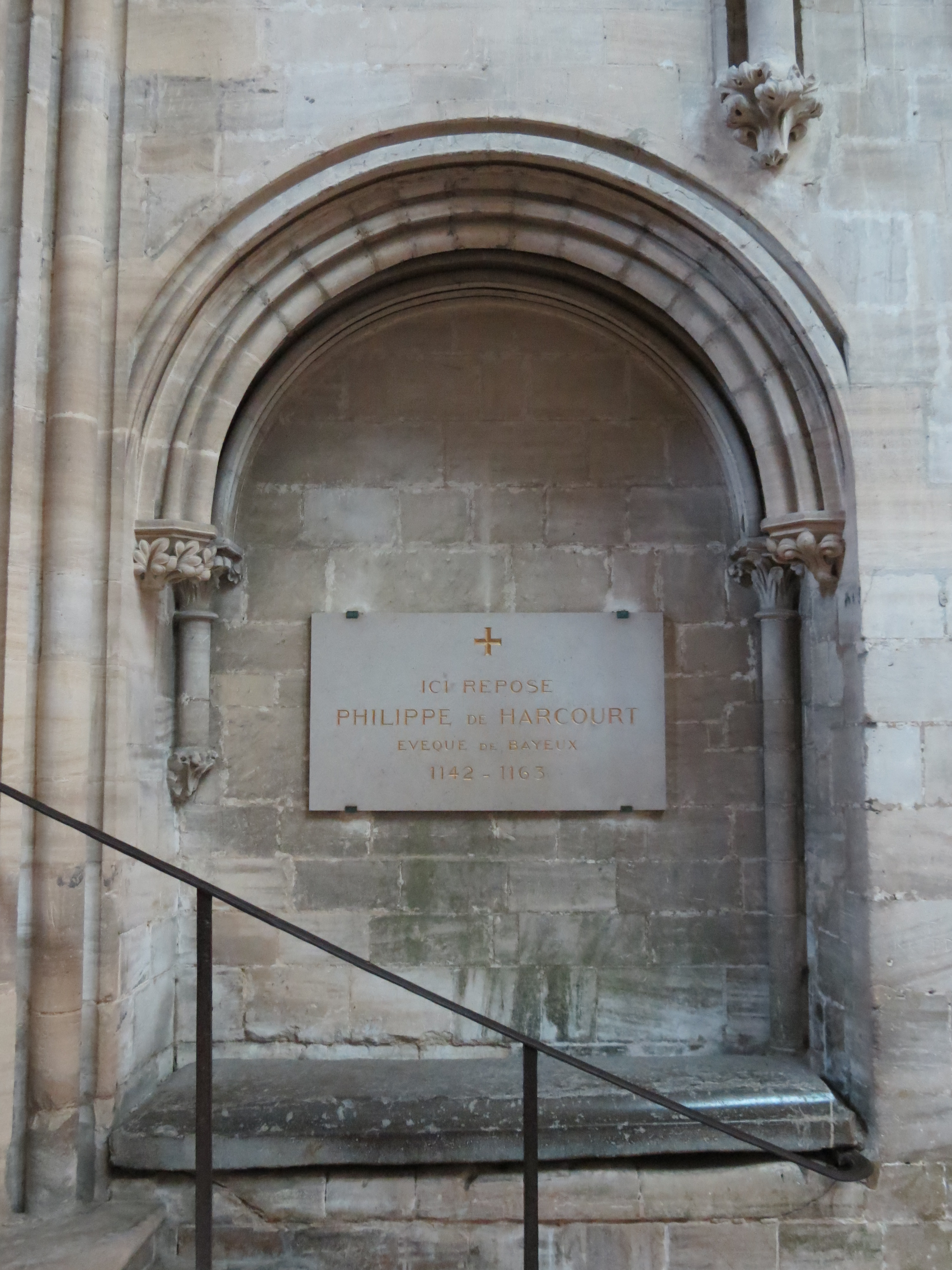
Tombe de Philippe d'Harcourt, cathédrale de Bayeux